# Contract
În sistemele juridice de drept comun, un contract (sau informal cunoscut ca o convenție în unele jurisdicții) este acordul între două sau mai multe persoane cu intenția de a constitui, modifica sau stinge un raport juridic. Elementele unui contract sunt „oferta” și „acceptarea” de către „persoane competente” având capacitate de exercițiu care fac schimb de „considerație” pentru a crea „reciprocitate de obligații”.
Dovada unora sau a tuturor acestor elemente se poate face în scris, deși contractele pot fi făcute în întregime oral sau prin comportament. Remediul pentru încălcarea contractului pot fi „daunele”, sub formă de compensare în bani sau specificate de instanță și puse în aplicare printr-un ordin. Ambele aceste remedii atribuie părții în pierdere un „beneficiu de afacere” sau daune presupuse, care sunt mai mari decât simplele prejudicii de suport, la fel ca în interdicția la ordin. Părțile pot fi persoane fizice sau persoane juridice. Un contract este o promisiune legală sau o acțiune care va avea sau nu va avea loc.

## Contracte speciale
În Codul Civil anumite contracte au un regim special și sunt reglementate distinct. Aceste contracte sunt, inter alia, contractul de vânzare, contractul de schimb, contractul de locațiune, contractul de mandat, contractul de comodat, contractul de depozit, contractul de tranzacție, contractul de donație. 

## Obligațiile necontractuale
Obligațiile necontractuale (o obligație ne-contractuală se mai numește și răspundere delictuală) apar atunci când unei persoane responsabile de un prejudiciu suferit de o altă persoană i se solicită să despăgubească victima, în cazuri care nu au legătură cu executarea unui contract, precum accidente de circulație, daune de mediu sau calomnie. Termenul mai este numit și răspundere delictuală.

## Legături externe
- Explicații despre Despăgubiri pentru victimele infracțiunilor pe Portalul web al Rețelei judiciare Europene;
- Portalul web al Rețelei judiciare Europene;
- en Principles of European Contract Law Arhivat în 23 octombrie 2004, la Wayback Machine.;
- en LexisNexis Capsule Summary: Contracts.

### Acte normative
- Noul cod civil român (cartea a V-a se ocupă extensiv cu dreptul contractelor);
- Codul civil al Republicii Moldova.